# Operazione SVA 1988

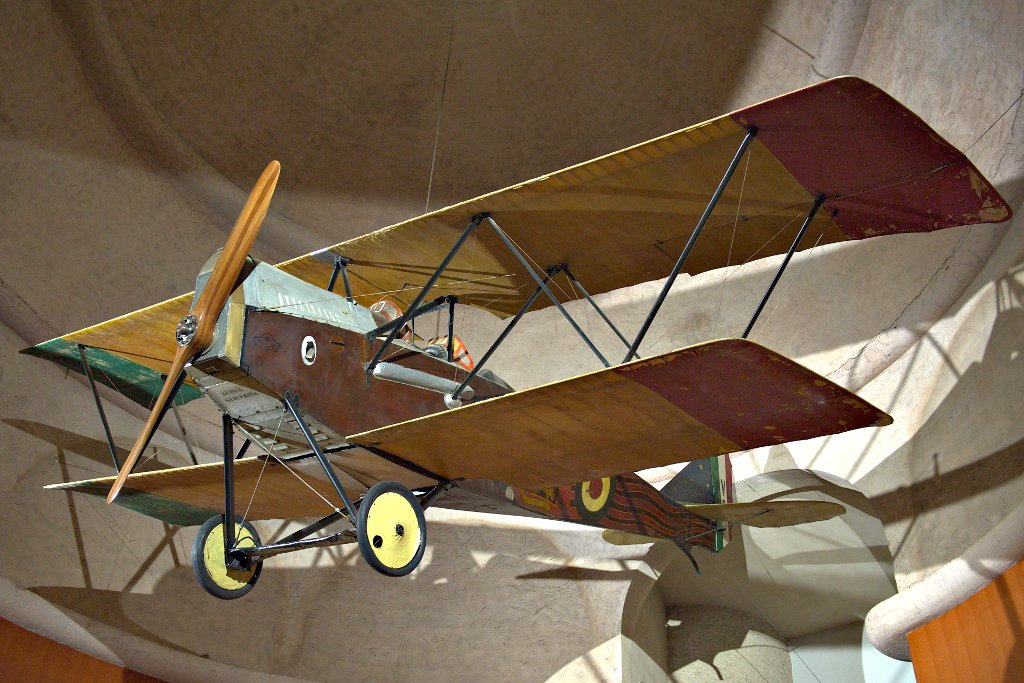
L'Ansaldo S.V.A. 10 del volo su Vienna.

Con il termine Operazione SVA 1988 si indica l'attività di restauro del velivolo Ansaldo SVA 10 condotta nei primi mesi del 1988,in occasione del 50º anniversario della scomparsa di Gabriele D'Annunzio e dei 70 anni del volo su Vienna, dal GAVS sezione di Torino ed Alessandria ed incentrata sull'accurata opera di pulizia e parziale restauro del velivolo utilizzato dal poeta per il celebre volo su Vienna del 9 agosto 1918.
Questo Ansaldo SVA 10 è uno degli aerei più storici oggi esistenti in Italia. Il suo valore fu riconosciuto immediatamente e ne permise la conservazione. Nel 1921 era presso la Cooperativa Nazionale Aeronautica, passando poi al Vittoriale degli Italiani, da cui uscì solo per eventi eccezionali.

## Il restauro

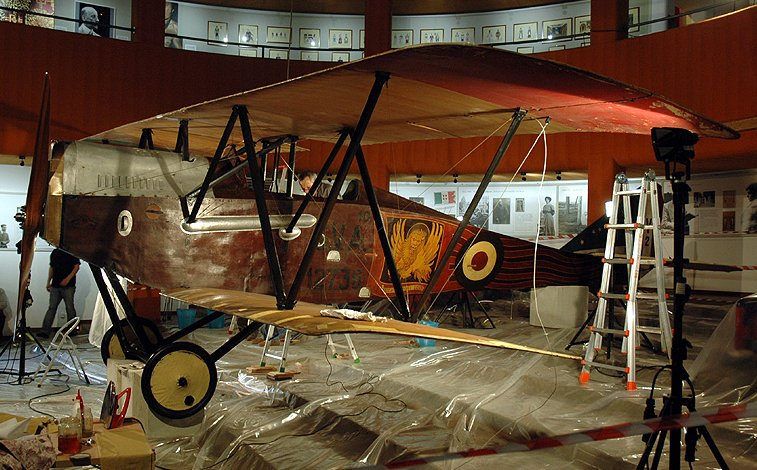
Fase del restauro dell'operazione SVA.10 al Museo del Vittoriale degli Italiani

Una dozzina di soci del GAVS Torino, in due successivi week-end, smontarono e pulirono tutti i particolari del velivolo. Per consentire l'intervento lo SVA 10, esposto sospeso in una cupola, fu calato a terra per la prima volta dal 1963. Furono inoltre effettuati numerosi rilievi e misurazioni, raccogliendo documentazione anche fotografica per eventuali successivi interventi.
Il motore SPA 6A dello stesso SVA 10, conservato a parte, e l'elica dell'aereo, furono restaurati dalla sezione di Alessandria.
Altri cimeli aeronautici del museo Vittoriale degli Italiani, fino ad allora immagazzinati nella stiva della Nave Puglia, furono ripristinati e successivamente esposti al pubblico. Citiamo il mirabile restaurato di un rarissimo esemplare dell'avveniristica telebomba alata Guidoni-Crocco del 1918 e di varie altre parti staccate di aerei della prima guerra mondiale.
In quell'occasione, fu anche identificata l'esatta versione dell'aeroplano conservato al Vittoriale, un Ansaldo SVA 10.
L'Operazione SVA 1988, che comportò anche un accurato check up del cimelio, si svolse con il supporto dell'Aeritalia che fornì i materiali occorrenti per i lavori. Le officine che produssero lo SVA sono infatti parte del nucleo industriale torinese dell'attuale azienda.
L'Operazione SVA 1988 fu la prima attività sul campo di due sezioni del GAVS. I suoi contenuti tecnici appaiono rilevanti se messi in rapporto alla relativa inesperienza operativa dei due sodalizi. I cicli di attività a Gardone Riviera permisero la messa a punto di metodologie e procedure d'intervento come il check-up dei materiali componenti il cimelio, l'effettuazione di rilievi dimensionali e la pianificazione degli aspetti logistici.
Lo svolgimento dell'Operazione SVA 1988 ebbe anche il merito fondamentale di sperimentare positivamente la possibilità di collaborazione tra un gruppo spontaneo come il GAVS ed una istituzione museale pubblica, nonché di dimostrare la possibilità di coinvolgere sponsor qualificati in un progetto volto alla conservazione del patrimonio storico-aeronautico. Il restauro dello SVA di Gabriele D'Annunzio va dunque considerato come un primo fondamentale passo del GAVS Torino verso altri e ben più impegnativi programmi condotti negli anni successivi.